# Dag Hammarskjöldstadion
Het Dag Hammarskjöldstadion is een multifunctioneel stadion in Ndola, een stad in Zambia. Het stadion wordt vooral gebruikt voor voetbalwedstrijden, de voetbalclub Ndola United Football Club maakt gebruik van dit stadion. In het stadion is plaats voor 18.000 toeschouwers. Het stadion is vernoemd naar Dag Hammarskjöld (1905–1961), secretaris-generaal van de Verenigde Naties van 1953 tot 1961 (toen hij stierf als gevolg van een vliegtuigongeluk tijdens zijn vredesmissie in Congo). 